# 牧野定成
牧野 定成（まきの さだなり）は、江戸時代前期の旗本寄合。播磨守。越後国三根山領主。子孫は後に大名となる。

## 略歴
牧野忠成の四男として誕生。初名は直成。
寛永11年（1634年）、父の領内より6000石分知をされ、旗本寄合席、三根山領主となる。その後、暇を乞い、三根山に赴く。男子に恵まれず、万治元年（1658年）の死に臨んで弟の忠清が養嗣子となり、家督を継いだ。また、養女（花輪宗親の娘）を牧野忠成（越後長岡藩2代藩主）の継室としている。享年42、法名は一山。芝西応寺町（東京都港区芝2丁目）の西応寺に葬られ、以後代々の葬地となる。

## 系譜
- 父：牧野忠成（1581-1655）
- 母：不詳
- 室：内藤政次の娘
- 生母不明の子女
  - 女子：大田原高清室
- 養子
  - 男子：牧野忠清（1620-1693） - 牧野忠成の五男
  - 女子：牧野忠成（越後長岡藩2代藩主）継室 - 花輪宗親の娘